# STS-61-C
STS-61-C, voluit Space Transportation System-61-C, was een Spaceshuttlemissie van de NASA waarbij de Space Shuttle Columbia gebruikt werd. De Columbia werd gelanceerd op 12 januari 1986. Dit was de vierentwintigste Space Shuttlemissie en de eerste vlucht voor de Columbia sinds STS-9.
Het doel van de vlucht was de lancering van drie communicatiesatellieten.
Dit was de laatste succesvolle Space shuttlevlucht voor de ramp met de
Challenger, die zich slechts tien dagen na de landing van STS-61C voltrok.

## Bemanning
- Robert L. Gibson, (2) bevelhebber
- Charles F. Bolden, (1) Piloot
- Franklin Chang-Diaz, (1) Missiespecialist
- Steven A. Hawley, (2) Missiespecialist
- George D. Nelson, (2) Missiespecialist
- Robert Cenker (RCA Electronics), (1) Payloadspecialist
- Bill Nelson (D-FL), (1) Payloadspecialist

tussen haakjes staat het aantal vluchten dat de astronaut gevlogen zou hebben na STS-61-C

## Missieparameters
- Massa
  - Shuttle bij Lancering: 116.121 kg
  - Shuttle bij Landing: 95.325 kg
  - Vracht: 14.724 kg
- Perigeum: 331 km
- Apogeum: 338 km
- Glooiingshoek: 28,5°
- Omlooptijd: 91,2 min